# Heidi Menacher
Heidi Menacher (* 17. Februar 1941; † 14. Oktober 2019, geborene Heidi Reuß) war eine deutsche Badmintonspielerin.

## Karriere
Heidi Menacher gewann ihre erste Medaille bei den deutschen Einzelmeisterschaften 1961 im Mixed mit Rupert Liebl. 1964 wurde sie nationale Meisterin im Damendoppel. Im gleichen Jahr siegte sie auch erstmals international bei den Austrian International, wo sie alle drei möglichen Titel gewann. 1966 wurde sie deutsche Mannschaftsmeisterin mit dem MTV München von 1879 und gewann Bronzemedaille bei den Einzelmeisterschaften im Doppel mit Anke Witten. Bis ins neue Jahrtausend hinein war Menacher weiterhin bei Seniorenweltmeisterschaften, Senioreneuropameisterschaften und deutschen Seniorenmeisterschaften erfolgreich.

## Sportliche Erfolge
| Saison    | Veranstaltung                          | Disziplin   | Platz | Name |
| --------- | -------------------------------------- | ----------- | ----- | --- |
| 1962/1963 | Bayerische Einzelmeisterschaft         | Damendoppel | 1     | Heidi Reuß / Edeltraud Hefter (TSV Neuhausen)                                                                 |
| 1963/1964 | Bayerische Einzelmeisterschaft         | Damendoppel | 1     | Heidi Reuß / Edeltraud Hefter (TSV Neuhausen)                                                                 |
| 1963/1964 | Deutsche Einzelmeisterschaft           | Damendoppel | 1     | Heidi Reuß / Edeltraud Hefter (TSV Neuhausen)                                                                 |
| 1964      | Austrian International                 | Dameneinzel | 1     | Heidi Menacher                                                                                                |
| 1964      | Austrian International                 | Damendoppel | 1     | Edeltraud Hefter / Heidi Menacher                                                                             |
| 1964      | Austrian International                 | Mixed       | 1     | Rupert Liebl / Heidi Menacher                                                                                 |
| 1964/1965 | Deutsche Einzelmeisterschaft           | Dameneinzel | 3     | Heidi Menacher (TSV Neuhausen-Nymphenburg)                                                                    |
| 1964/1965 | Deutsche Einzelmeisterschaft           | Damendoppel | 3     | Heidi Menacher / Edeltraud Hefter (TSV Neuhausen-Nymphenburg)                                                 |
| 1964/1965 | Süddeutsche Einzelmeisterschaft        | Dameneinzel | 1     | Heidi Menacher (TSV Neuhausen)                                                                                |
| 1964/1965 | Bayerische Einzelmeisterschaft         | Dameneinzel | 1     | Heidi Menacher (TSV Neuhausen)                                                                                |
| 1965      | Austrian International                 | Mixed       | 1     | Rupert Liebl / Heidi Menacher                                                                                 |
| 1965      | Austrian International                 | Dameneinzel | 1     | Heidi Menacher                                                                                                |
| 1965      | Austrian International                 | Damendoppel | 1     | Heidi Menacher / Edeltraud Hefter                                                                             |
| 1965/1966 | Deutsche Mannschaftsmeisterschaft      | Mannschaft  | 1     | MTV München 1879 (Franz Beinvogl, Siegfried Betz, Rupert Liebl, Erich Eikelkamp, Heidi Menacher, Anke Witten) |
| 1965/1966 | Deutsche Einzelmeisterschaft           | Damendoppel | 3     | Heidi Menacher / Anke Witten (MTV München 1879)                                                               |
| 1965/1966 | Süddeutsche Einzelmeisterschaft        | Dameneinzel | 1     | Heidi Menacher (TSV Neuhausen)                                                                                |
| 1965/1966 | Süddeutsche Einzelmeisterschaft        | Damendoppel | 1     | Heidi Menacher / Anke Witten (MTV München 1879)                                                               |
| 1967/1968 | Deutsche Mannschaftsmeisterschaft      | Mannschaft  | 2     | MTV München 1879 (Franz Beinvogl, Siegfried Betz, Erich Eikelkamp, Rupert Liebl, Anke Witten, Heidi Menacher) |
| 1967/1968 | Bayerische Einzelmeisterschaft         | Damendoppel | 1     | Anke Witten / Heidi Menacher (MTV München 1879)                                                               |
| 1971/1972 | Bayerische Einzelmeisterschaft         | Damendoppel | 1     | Heidi Menacher / Christa Feser (TSV Neuhausen / MTV München 1879)                                             |
| 1972/1973 | Bayerische Einzelmeisterschaft         | Damendoppel | 1     | Heidi Menacher / Christa Feser (TSV Neuhausen / MTV München 1879)                                             |
| 1972/1973 | Süddeutsche Einzelmeisterschaft        | Damendoppel | 1     | Heidi Menacher / Christa Feser (TSV Neuhausen / MTV München 1879)                                             |
| 1972/1973 | Bayerische Einzelmeisterschaft         | Mixed       | 1     | Siegfried Betz / Heidi Menacher (MTV München 1879 / TSV Neuhausen)                                            |
| 1972/1973 | Süddeutsche Einzelmeisterschaft        | Mixed       | 1     | Siegfried Betz / Heidi Menacher (MTV München 1879 / TSV Neuhausen)                                            |
| 1973/1974 | Süddeutsche Einzelmeisterschaft        | Damendoppel | 1     | Heidi Menacher / Helga Zolnhofer (TSV Neuhausen / TG Zell)                                                    |
| 1974/1975 | Bayerische Einzelmeisterschaft         | Damendoppel | 1     | Heidi Menacher / Helga Zolnhofer (TSV Neuhausen / TG Zell)                                                    |
| 1989/1990 | Süddeutsche Einzelmeisterschaft O40    | Mixed       | 1     | Otto Eckarth / Heidi Menacher (TuS Prien / TSV Neuhausen)                                                     |
| 1989/1990 | Deutsche Einzelmeisterschaft O32       | Damendoppel | 1     | Heidi Menacher / Karin Rüsseler (TSV Neuhausen-Nymphenburg / VfL Sindelfingen)                                |
| 1989/1990 | Süddeutsche Einzelmeisterschaft O32    | Damendoppel | 1     | Karin Rüsseler / Heidi Menacher (VfL Sindelfingen / TSV Neuhausen)                                            |
| 1989/1990 | Süddeutsche Einzelmeisterschaft O40    | Dameneinzel | 1     | Heidi Menacher (TSV Neuhausen)                                                                                |
| 1989/1990 | Bayerische Einzelmeisterschaft O40     | Mixed       | 1     | Eckarth / Heidi Menacher (TuS Prien / TSV Neuhausen)                                                          |
| 1990/1991 | Deutsche Einzelmeisterschaft O48       | Dameneinzel | 1     | Heidi Menacher (TSV Neuhausen-Nymphenburg)                                                                    |
| 1990/1991 | Deutsche Einzelmeisterschaft O48       | Damendoppel | 1     | Heidi Menacher / Karin Schäfers (TSV Neuhausen-Nymphenburg / TB Rheinhausen)                                  |
| 1990/1991 | Süddeutsche Einzelmeisterschaft O40    | Mixed       | 1     | Otto Eckarth / Heidi Menacher (TuS Prien / TSV Neuhausen)                                                     |
| 1991/1992 | Bayerische Einzelmeisterschaft O32     | Damendoppel | 1     | Heidi Menacher / Helga Zolnhofer (TSV Neuhausen / TG Veitshöchheim)                                           |
| 1991/1992 | Südostdeutsche Einzelmeisterschaft O40 | Mixed       | 1     | Otto Eckarth / Heidi Menacher (TuS Prien / TSV Neuhausen)                                                     |
| 1991/1992 | Südostdeutsche Einzelmeisterschaft O40 | Dameneinzel | 1     | Heidi Menacher (TSV Neuhausen)                                                                                |
| 1992/1993 | Südostdeutsche Einzelmeisterschaft O40 | Damendoppel | 1     | Helga Zolnhofer / Heidi Menacher (TG Veitshöchheim / TSV Neuhausen)                                           |
| 1992/1993 | Südostdeutsche Einzelmeisterschaft O40 | Mixed       | 1     | Otto Eckarth / Heidi Menacher (TuS Prien / TSV Neuhausen)                                                     |
| 1992/1993 | Deutsche Einzelmeisterschaft O50       | Dameneinzel | 2     | Heidi Menacher (TSV Neuhausen)                                                                                |
| 1992/1993 | Deutsche Einzelmeisterschaft O50       | Damendoppel | 1     | Karin Schäfers / Heidi Menacher (TB Rheinhausen / TSV Neuhausen-Nymphenburg München)                          |
| 1993/1994 | Bayerische Einzelmeisterschaft O45     | Mixed       | 1     | Otto Eckarth / Heidi Menacher (TuS Prien / TSV Neuhausen)                                                     |
| 1993/1994 | Deutsche Einzelmeisterschaft O50       | Mixed       | 2     | Gerhard Grönboldt (Harburger SC) / Heidi Menacher (TSV Neuhausen-Nymphenburg)                                 |
| 1993/1994 | Deutsche Einzelmeisterschaft O50       | Damendoppel | 1     | Karin Schäfers / Heidi Menacher (TB Rheinhausen / TSV Neuhausen-Nymphenburg)                                  |
| 1993/1994 | Südostdeutsche Einzelmeisterschaft O50 | Dameneinzel | 1     | Heidi Menacher (TSV Neuhausen)                                                                                |
| 1993/1994 | Südostdeutsche Einzelmeisterschaft O45 | Mixed       | 1     | Otto Eckarth / Heidi Menacher (TuS Prien / TSV Neuhausen)                                                     |
| 1993/1994 | Südostdeutsche Einzelmeisterschaft O40 | Damendoppel | 1     | C. Gutmann / Heidi Menacher (SV Fortuna Regensburg / TSV Neuhausen)                                           |
| 1994/1995 | Bayerische Einzelmeisterschaft O50     | Damendoppel | 1     | Heidi Menacher / Helga Zolnhofer (TSV Neuhausen / TG Veitshöchheim)                                           |
| 1994/1995 | Bayerische Einzelmeisterschaft O45     | Mixed       | 1     | Otto Eckarth / Heidi Menacher (TuS Prien / TSV Neuhausen)                                                     |
| 1994/1995 | Bayerische Einzelmeisterschaft O50     | Dameneinzel | 1     | Heidi Menacher (TSV Neuhausen)                                                                                |
| 1994/1995 | Südostdeutsche Einzelmeisterschaft O45 | Mixed       | 1     | Otto Eckarth / Heidi Menacher (TuS Prien / TSV Neuhausen)                                                     |
| 1994/1995 | Deutsche Einzelmeisterschaft O50       | Dameneinzel | 2     | Heidi Menacher (TSV Neuhausen-Nymphenburg)                                                                    |
| 1994/1995 | Südostdeutsche Einzelmeisterschaft O50 | Dameneinzel | 1     | Heidi Menacher (TSV Neuhausen)                                                                                |
| 1994/1995 | Deutsche Einzelmeisterschaft O50       | Mixed       | 1     | Horst Lösche / Heidi Menacher (1. BV Mülheim / TSV Neuhausen-Nymphenburg)                                     |
| 1994/1995 | Südostdeutsche Einzelmeisterschaft O40 | Damendoppel | 1     | Helga Zolnhofer / Heidi Menacher (TG Veitshöchheim / TSV Neuhausen)                                           |
| 1995      | Senioren-Europameisterschaft 50+       | Mixed       | 2     | Horst Losche / Heide Menacher                                                                                 |
| 1995/1996 | Bayerische Einzelmeisterschaft         | Damendoppel | 1     | Menacher Brigitte / Edeltraud Schwarz (TSV Neuhausen / SV Fortuna Regensburg)                                 |
| 1995/1996 | Bayerische Einzelmeisterschaft O50     | Dameneinzel | 1     | Heidi Menacher (TSV Neuhausen)                                                                                |
| 1995/1996 | Bayerische Einzelmeisterschaft O45     | Damendoppel | 1     | Heidi Menacher / Helga Zolnhofer (TSV Neuhausen / TG Veitshöchheim)                                           |
| 1995/1996 | Bayerische Einzelmeisterschaft O45     | Mixed       | 1     | Otto Eckarth / Heidi Menacher (TuS Prien / TSV Neuhausen)                                                     |
| 1996/1997 | Deutsche Einzelmeisterschaft O50       | Damendoppel | 1     | Heidi Menacher / Karin Schäfers (SV Neuhausen-Nymphenburg / OSC Essen-Werden)                                 |
| 1996/1997 | Deutsche Einzelmeisterschaft O55       | Dameneinzel | 1     | Heidi Menacher (TSV Neuhausen-Nymphenburg)                                                                    |
| 1996/1997 | Südostdeutsche Einzelmeisterschaft O55 | Dameneinzel | 1     | Heidi Menacher (TSV Neuhausen)                                                                                |
| 1996/1997 | Bayerische Einzelmeisterschaft O50     | Mixed       | 1     | Otto Eckarth / Heidi Menacher (TuS Prien / TSV Neuhausen)                                                     |
| 1996/1997 | Bayerische Einzelmeisterschaft O55     | Dameneinzel | 1     | Heidi Menacher (TSV Neuhausen)                                                                                |
| 1996/1997 | Südostdeutsche Einzelmeisterschaft O50 | Damendoppel | 1     | Heide Konopatzki / Heidi Menacher (FT Schweinfurt / TSV Neuhausen)                                            |
| 1996/1997 | Bayerische Einzelmeisterschaft O45     | Damendoppel | 1     | Heidi Menacher / Helga Zolnhofer (TSV Neuhausen / TG Veitshöchheim)                                           |
| 1996/1997 | Südostdeutsche Einzelmeisterschaft O50 | Mixed       | 1     | Otto Eckarth / Heidi Menacher (TuS Prien / TSV Neuhausen)                                                     |
| 1997/1998 | Deutsche Einzelmeisterschaft O55       | Mixed       | 2     | Heinrich Schäfer (OSC Werden) / Heidi Menacher (TSV Neuhausen-Nymphenburg)                                    |
| 1997/1998 | Südostdeutsche Einzelmeisterschaft O40 | Damendoppel | 1     | Uschi Neumann / Heidi Menacher (Post SV Rosenheim / TSV Neuhausen)                                            |
| 1997/1998 | Bayerische Einzelmeisterschaft O50     | Mixed       | 1     | Otto Eckarth / Heidi Menacher (TuS Prien / TSV Neuhausen)                                                     |
| 1997/1998 | Deutsche Einzelmeisterschaft O55       | Damendoppel | 1     | Heidi Menacher / Karin Schäfers (TSV Neuhausen-Nymphenburg / OSC Essen-Werden)                                |
| 1998/1999 | Deutsche Einzelmeisterschaft O55       | Damendoppel | 1     | Heidi Menacher / Karin Schäfers (TSV Neuhausen-Nymphenburg / 1. BV Mülheim)                                   |
| 1999      | Senioren-Europameisterschaft 55+       | Dameneinzel | 2     | Heidi Menacher                                                                                                |
| 1999      | Senioren-Europameisterschaft 55+       | Damendoppel | 1     | Karin Schäfers / Heidi Menacher                                                                               |
| 1999/2000 | Bayerische Einzelmeisterschaft O45     | Mixed       | 1     | Hans-Georg Weigand / Heidi Menacher (TG Veitshöchheim / TSV Neuhausen)                                        |
| 1999/2000 | Deutsche Einzelmeisterschaft O55       | Damendoppel | 2     | Heidi Menacher (TSV Neuhausen-Nymphenburg) / Karin Schäfers (1. BV Mülheim)                                   |
| 1999/2000 | Deutsche Einzelmeisterschaft O55       | Dameneinzel | 2     | Heidi Menacher (TSV Neuhausen-Nymphenburg)                                                                    |
| 2000/2001 | Deutsche Einzelmeisterschaft O55       | Damendoppel | 1     | Heidi Menacher / Karin Schäfers (TSV Neuhausen-Nymphenburg / 1. BV Mülheim)                                   |
| 2000/2001 | Deutsche Einzelmeisterschaft O50       | Mixed       | 3     | Otto Sautter (TSG Söflingen) / Heidi Menacher (TSV Neuhausen-Nymphenburg)                                     |
| 2001      | Senioren-Europameisterschaft 60+       | Mixed       | 3     | Gerhard Gronboldt / Heidi Menacher                                                                            |
| 2001      | Senioren-Europameisterschaft 55+       | Damendoppel | 3     | Karin Schaefers / Heidi Menacher                                                                              |
| 2001      | Senioren-Europameisterschaft 60+       | Dameneinzel | 1     | Heidi Menacher                                                                                                |
| 2001/2002 | Deutsche Einzelmeisterschaft O60       | Damendoppel | 1     | Heidi Menacher / Karin Schäfers (TSV Neuhausen-Nymphenburg / 1. BV Mülheim)                                   |
| 2001/2002 | Deutsche Einzelmeisterschaft O60       | Dameneinzel | 1     | Heidi Menacher (TSV Neuhausen-Nymphenburg)                                                                    |
| 2001/2002 | Deutsche Einzelmeisterschaft O60       | Mixed       | 1     | Gerhard Grönboldt / Heidi Menacher (Harburger SC / TSV Neuhausen-Nymphenburg)                                 |
| 2002      | Senioren-Europameisterschaft 60+       | Dameneinzel | 1     | Heidi Menacher                                                                                                |
| 2002      | Senioren-Europameisterschaft 60+       | Mixed       | 5     | Gerhard Grönbold / Menacher, Heidi                                                                            |
| 2002      | Senioren-Europameisterschaft 55+       | Damendoppel | 3     | Karin Schaefers / Heidi Menacher                                                                              |
| 2002/2003 | Deutsche Einzelmeisterschaft O60       | Damendoppel | 1     | Heidi Menacher / Karin Schäfers (TSV Neuhausen-Nymphenburg / 1. BV Mülheim)                                   |
| 2002/2003 | Deutsche Einzelmeisterschaft O60       | Mixed       | 2     | Gerhard Grönboldt / Heidi Menacher (Harburger SC / TSV Neuhausen)                                             |
| 2002/2003 | Deutsche Einzelmeisterschaft O60       | Dameneinzel | 2     | Heidi Menacher (TSV Neuhausen-Nymphenburg)                                                                    |
| 2003      | Senioren-Weltmeisterschaft 60+         | Mixed       | 3     | Gerhard Grönboldt / Heidi Menacher                                                                            |
| 2003      | Senioren-Weltmeisterschaft 55+         | Damendoppel | 1     | Heidi Menacher/Traudl Remmele                                                                                 |
| 2003      | Senioren-Weltmeisterschaft 60+         | Dameneinzel | 3     | Heidi Menacher                                                                                                |
| 2003/2004 | Deutsche Einzelmeisterschaft O55       | Damendoppel | 2     | Traudl Remmele / Heidi Menacher (Polizei SV München / TSV Neuhausen-Nymphenburg)                              |
| 2003/2004 | Deutsche Einzelmeisterschaft O60       | Dameneinzel | 3     | Heidi Menacher (TSV Neuhausen-Nymphenburg)                                                                    |
| 2004      | Senioren-Europameisterschaft 55+       | Damendoppel | 3     | Heidi Menacher / Traudi Remmele                                                                               |
| 2004      | Senioren-Europameisterschaft 60+       | Dameneinzel | 3     | Heidi Menacher                                                                                                |
| 2005/2006 | Deutsche Einzelmeisterschaft O55       | Damendoppel | 1     | Gabriele Berge / Heidi Menacher (TH Leipzig / TSV Neuhausen)                                                  |
| 2006      | Senioren-Europameisterschaft 60+       | Dameneinzel | 3     | Heidi Menacher                                                                                                |
| 2006/2007 | Deutsche Einzelmeisterschaft O65       | Mixed       | 1     | Heinz Regineri / Heidi Menacher (TuS Wüllen / TSV Neuhausen)                                                  |
| 2006/2007 | Deutsche Einzelmeisterschaft O65       | Damendoppel | 2     | Gisela Markus / Heidi Menacher (PSV Velbert / TSV Neuhausen)                                                  |
| 2006/2007 | Deutsche Einzelmeisterschaft O65       | Dameneinzel | 2     | Heidi Menacher (TSV Neuhausen)                                                                                |
| 2007/2008 | Deutsche Einzelmeisterschaft O65       | Mixed       | 2     | Heinz Regineri / Heidi Menacher (TuS Wüllen / TSV Neuhausen-Nymphenburg)                                      |
| 2007/2008 | Deutsche Einzelmeisterschaft O65       | Dameneinzel | 3     | Heidi Menacher (TSV Neuhausen-Nymphenburg)                                                                    |
| 2007/2008 | Deutsche Einzelmeisterschaft O55       | Damendoppel | 2     | Gabriele Berge / Heidi Menacher (HSG TH Leipzig / TSV Neuhausen-Nymphenburg)                                  |
| 2008/2009 | Deutsche Einzelmeisterschaft O65       | Damendoppel | 2     | Rita Gerst / Heidi Menacher (SG Gaselan Fürstenwalde / TSV Neuhausen)                                         |
| 2008/2009 | Deutsche Einzelmeisterschaft O65       | Mixed       | 2     | Heinz Regineri / Heidi Menacher (TuS Wüllen / TSV Neuhausen)                                                  |
| 2009/2010 | Deutsche Einzelmeisterschaft O65       | Mixed       | 3     | Heinz Regineri / Heidi Menacher                                                                               |
| 2009/2010 | Deutsche Einzelmeisterschaft O60       | Damendoppel | 3     | Gabriele Berge / Heidi Menacher (HSG TH Leipzig / TSV Neuhausen)                                              |